# Novopazarski sandžak pod Austro-Ugarskom
Novopazarski sandžak (nje. Sandschak Novibazar) je po uvjetima Berlinskog mira bio ostavljen Austro-Ugarskoj da ga može zaposjesti. Nominalno je bio pod osmanskom vlašću, a pod austro-ugarskom vojnom okupacijom.
Austro-Ugarska je podupirala odvajanje Novopazarskog sandžaka od Osmanskog Carstva, ili barem njegovu autonomiju unutar njega. Razlog je bio spriječiti ujedinjenje Kraljevine Srbije i Kneževine Crne Gore, koji je priječio austro-ugarski cilj, daljnje širenje prema jugoistoku ka Balkanu. Zbog ovih je razloga u austro-ugarskim planovima Novopazarski sandžak bio tretiran kao dio Bosne i Hercegovine. Muslimansko stanovništvo ovog kraja odigralo je važnu ulogu dajući Austro-Ugarskoj izliku zaštite muslimanske zajednice od pravoslavnih Srba. 
Osmansko je Carstvo bilo onemoćalo zbog velikog duga, zbog kojeg je 1881. uspostavljena uprava osmanskog javnog duga.
Nakon raspleta Velike istočne krize, Berlinskog kongresa 13. srpnja 1878., Austro-Ugarska je 29. srpnja 1878. Austro-Ugarska zaposjela Bosnu i Hercegovinu i nakon dugih borba uspostavila upravu, a također i vojno i trgovinski zaposjela Novopazarski sandžak kojem je ostavila tursku civilnu upravu, sukladno ovlaštenjima članka 25. iz Berlinskog mira. Zaposjeli su Priboj, Prijepolje i Bjelopolje. Zaposjednuto područje Novopazarskog sandžaka prostiralo se na 8382 km².
Ipak, poslije ga je Austro-Ugarska napustila i nije ga pripojila.